# رهو ذي هجير

تعديل مصدري - تعديل

رهو ذي هجير هي إحدى قرى عزلة القارة بمديرية رصد التابعة لمحافظة أبين، بلغ تعداد سكانها 19 نسمة حسب تعداد اليمن لعام 2004.